# Clyde C. Holloway
Clyde Cecil Holloway (Lecompte, 28 novembre 1943 – Forest Hill, 16 ottobre 2016) è stato un politico statunitense, membro della Camera dei Rappresentanti per lo stato della Louisiana dal 1987 al 1993.

## Biografia
Nato a Lecompte, quarto di sette figli, Holloway fondò insieme alla moglie Catherine un vivaio all'ingrosso e al dettaglio, la Clyde Holloway Nursery. Dal matrimonio con Catherine nacquero quattro figli.
All'inizio degli anni 80, Holloway salì alla ribalta quando capeggiò un gruppo di genitori che si opponevano all'ordine di chiusura della scuola pubblica di Forest Hill emesso da un giudice federale. Holloway guidò la protesta contro il giudice in numerose iniziative, anche legali. Nel frattempo fu formata un'accademia privata con il sostegno finanziario e la leadership di Holloway e, alla fine, la scuola pubblica venne riaperta.
Membro del Partito Repubblicano, decise di candidarsi al Congresso ispirato da di Ronald Reagan e Barry Goldwater. Nel 1980 sfidò senza successo il deputato democratico in carica Gillis William Long. Dopo la morte di Long, prese parte all'elezione speciale indetta per riassegnare il seggio, ma venne sconfitto dalla vedova di Long, Catherine Small Long.
Nel 1986, quando la vedova Long rinunciò a candidarsi nuovamente, Holloway venne eletto deputato all'interno della Camera dei Rappresentanti, dove rimase per due mandati.
Nel 1991, Holloway si candidò alla carica di governatore della Louisiana, ma fu eliminato nelle primarie senza poter accedere al ballottaggio per cui si qualificarono Edwin Edwards e David Duke.
Nel 1992, la Louisiana perse un distretto congressuale e dovette ridefinire la propria mappa: per tale motivo, Holloway si trovò a concorrere per la rielezione in un'altra circoscrizione, sfidando il collega e compagno di partito Richard Baker. Al termine della competizione, Baker prevalse di circa 2700 voti su Holloway, che fu così costretto a lasciare il seggio. Negli anni a venire, Holloway si candidò al Congresso altre cinque volte, l'ultima delle quali nel 2014, senza mai essere rieletto.
Fu direttore dello Sviluppo Rurale dello Stato della Louisiana per il Dipartimento dell'Agricoltura degli Stati Uniti d'America sotto la presidenza di George W. Bush. Dal 2009 fino alla morte fu presidente della Louisiana Public Service Commission.
Clyde C. Holloway morì nel 2016, all'età di settantadue anni.